# Spy's Demise
Spy's Demise est un jeu vidéo d’action développé par Alan Zeldin et publié par Penguin Software en 1982 sur Apple II avant d’être porté sur Atari 8-bit et Commodore 64. Le joueur incarne un agent secret chargé d’infiltrer l’ambassade soviétique de Pyongyang afin de récupérer les différentes parties d’un message codé, cachées. Chaque partie du message est caché dans un étage différent de l’ambassade,. Le jeu est composé de plusieurs niveaux représentant des plates-formes et des ascenseurs. Le joueur contrôle son personnage à l’aide du clavier, du paddle ou du joystick et débute chaque niveau en bas de l’écran. Pour accomplir son objectif, il doit traverser les différentes plates-formes tout en évitant les ascenseurs, dans lesquels se trouvent les gardes de l’ambassade, afin d’atteindre le haut de l’écran. Il accède ensuite au niveau suivant qui reprend la même architecture mais avec moins de plates-formes, ce qui fait qu’il est plus difficile d’éviter les ascenseurs .
Le jeu bénéficie d’une suite, baptisée The Spy Strikes Back et publiée en 1983.